# Fraisnes-en-Saintois
Fraisnes-en-Saintois je francouzská obec v departementu Meurthe-et-Moselle v regionu Grand Est. V roce 2013 zde žilo 120 obyvatel.

## Poloha
Obec leží u hranic departementu Meurthe-et-Moselle s departementem Vosges. Sousední obce jsou: Blémerey (Vosges), Boulaincourt (Vosges), Courcelles, Forcelles-sous-Gugney, Frenelle-la-Grande (Vosges), Frenelle-la-Petite (Vosges), Gugney a Pulney.

## Vývoj počtu obyvatel
Počet obyvatel